# Вальтер Гьорман фон Гьорбах
Вальтер Гьорман фон Гьорбах (нім. Walther Hörmann von Hörbach; * 2 серпня 1865, с. Гнаденвальд (Тіроль), Австрійська імперія — † 15 березня 1946, м. Інсбрук, Австрія) — доктор права, професор, викладач церковної історії юридичного факультету Чернівецького університету.
Ректор Чернівецького університету в 1903-1904 навчальному році, ректор Інсбрукського університету в 1915-1916 навчальному році

## Біографія
Вальтер Гьорман син відомих австрійських митців: письменника Людвіга Гьорман фон Гьорбах і поетеси Анжеліки фон Гьорман.

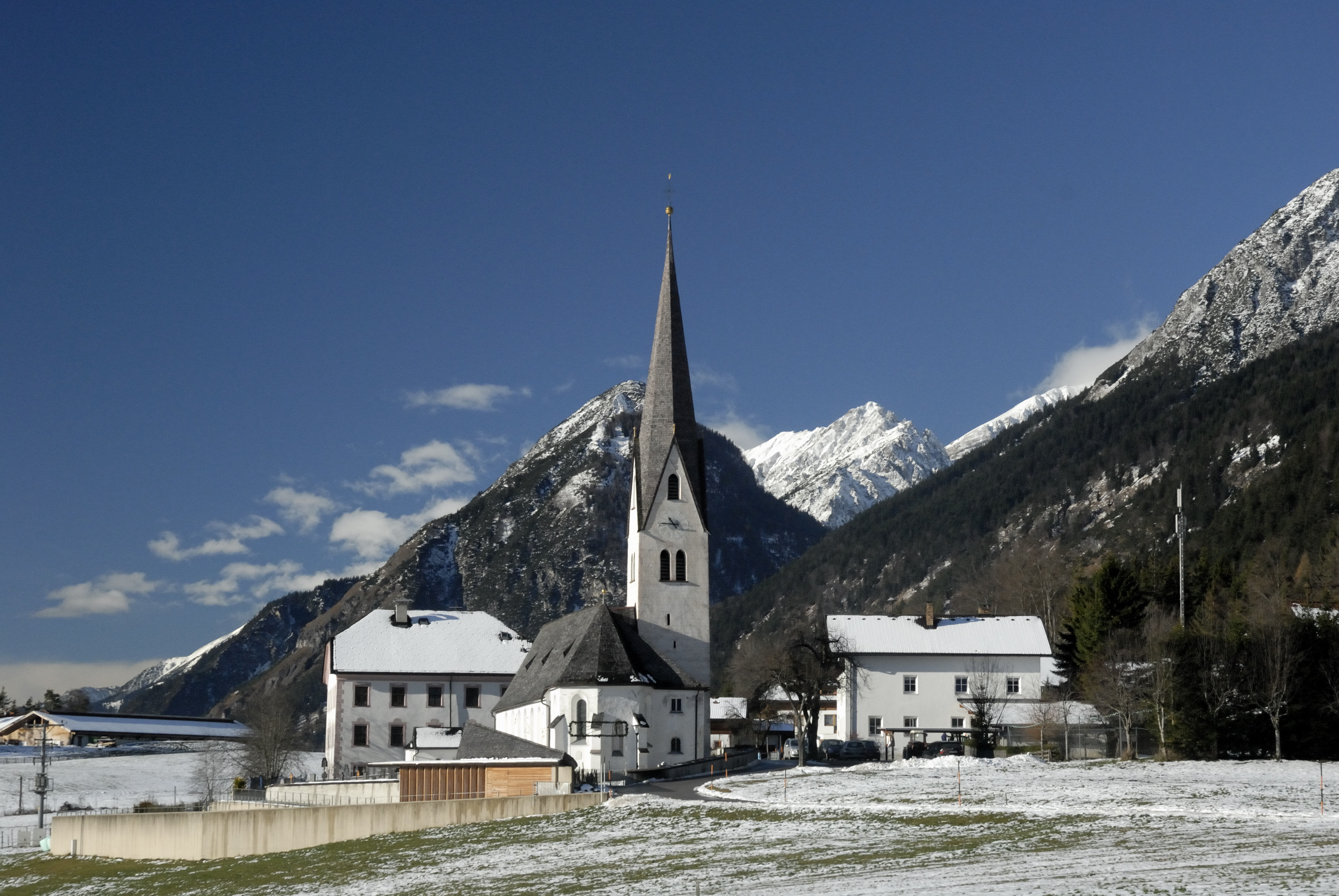
Куточок села, де народився Вальтер Гьорман

Вивчав правознавство в Інсбрукському університеті, в 1883 році був членом студентського корпусу (братства) Corps Athesia Innsbruck.
Після отримання вченої степені доктора філософії з 1888 до 1895 року перебував на службі фінансової прокуратури Тіроля.
Перебуваючи на службі, паралельно пройшов у 1891 році габілітацію з канонічного права (церковного права) у Віденському університеті і в той же рік габілітацію в університеті Інсбрука.
У 1895 році він був призначений екстраординарним професором канонічного права в університеті Інсбрука .
1897 призначений екстраординарним професором канонічного права в Чернівецькому університеті, а в 1900 році як професор канонічного права в цьому ж університеті.
На 1903-1904 навчальний рік Вальтера Гьормана обирають ректором Чернівецького університету.
У 1908 році він був призначений наступником Людвіга Вагрмунда (Ludwig Wahrmund) як ординарний (повний) професор канонічного права та цивільного процесуального права в університеті Інсбрука.
У 1915-1916 навчальному році він був ректором Інсбрукського університету.
У центрі уваги його наукових досліджень була історія шлюбного права.

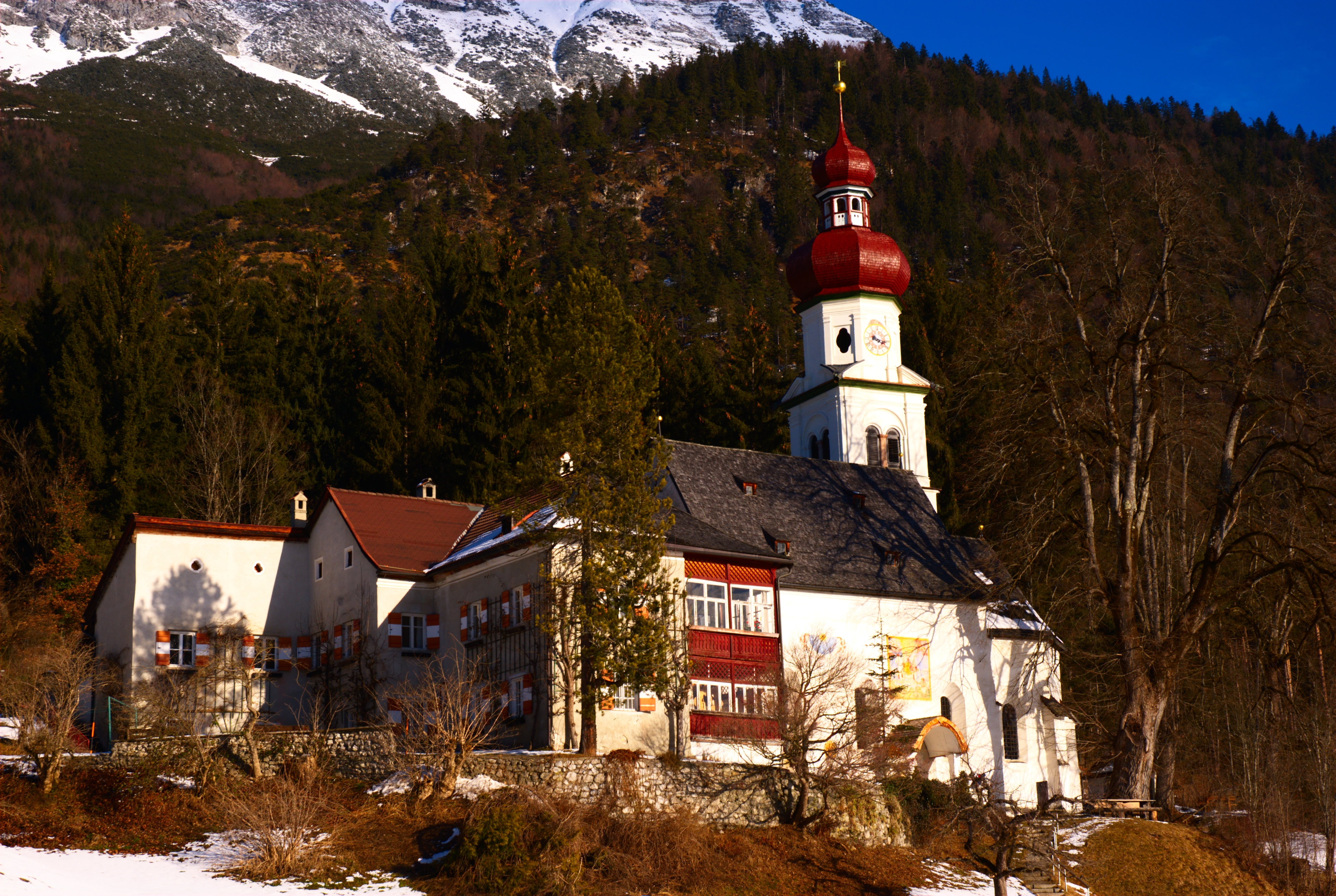
Куточок села, де народився Вальтер Гьорман

## Основні публікації[1]
- Die desponsatio impuberum (1891);
- Die Tridentinische Trauungsform in rechtshistorischer Beurteilung (1904);
- Zur Würdigung des vatikanischen Kirchenrechts (1917);
- Bußbücherstudien (1940).